# Grupo Editorial Record
O Grupo Editorial Record é um conglomerado de editoras compradas pela Editora Record que, além dela própria, engloba várias outras editoras. É o maior conglomerado editorial da América Latina, e é líder no segmento dos livros não didáticos. Teve início em 1940, quando a Editora Record foi fundada por Alfredo C. Machado e Décio Abreu como uma distribuidora de tiras de jornal e outros serviços de imprensa. Foi a primeira distribuidora brasileira (syndicate) de quadrinhos a ser fundada.

## Panorama editorial atual

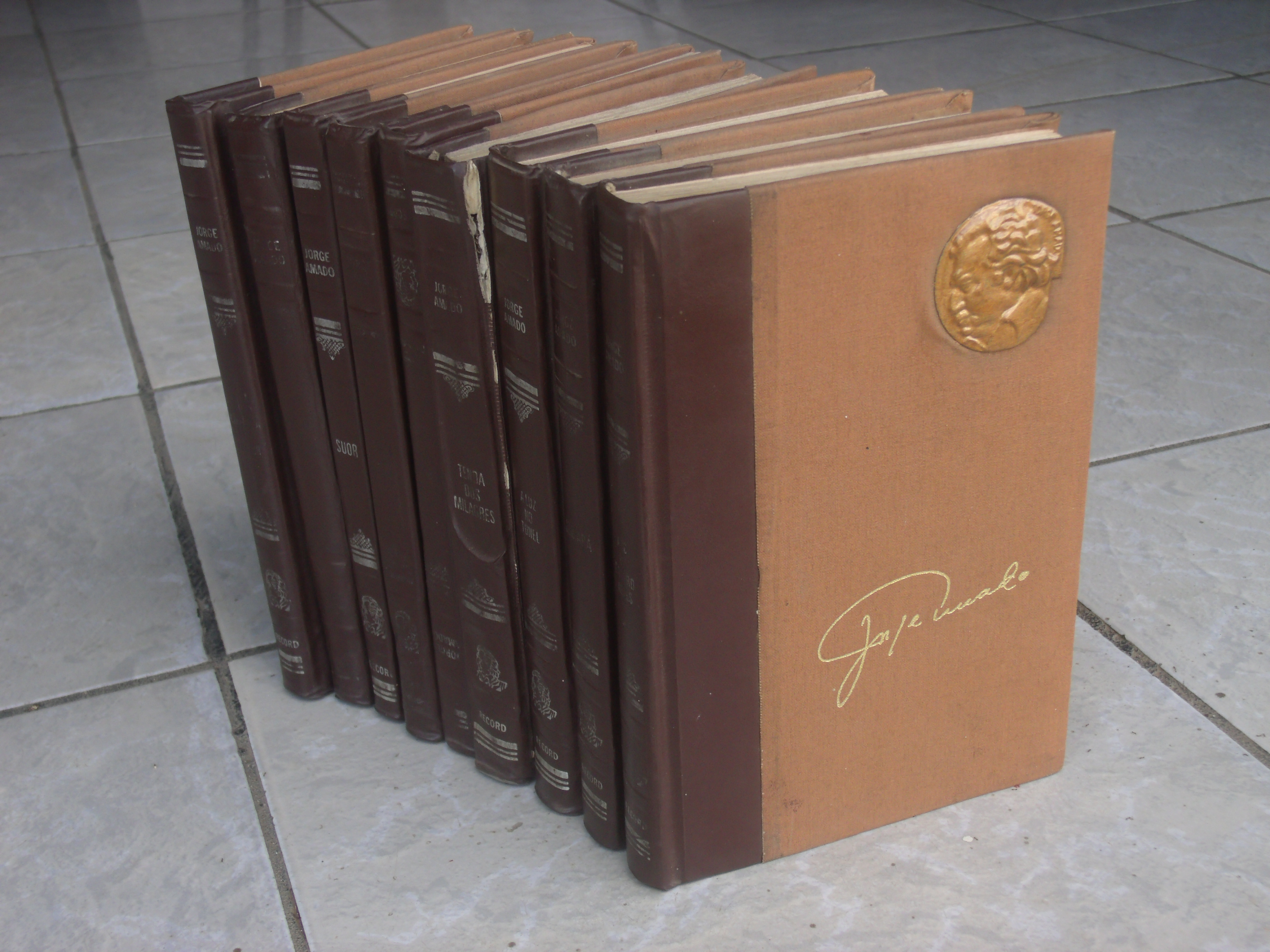
Obras de Jorge Amado, coleção com a efigie do escritor, lançada pela Record em 1983.

O Grupo Editorial Record apresenta atualmente vários selos diferenciados — Editora Record, Bertrand Brasil, José Olympio, Civilização Brasileira, Rosa dos Tempos, Nova Era, Difel, Best Seller, Edições BestBolso, Galera Record & Galerinha Record, Best Business, Verus Editora, Paz e Terra.
Apresenta o Sistema Poligráfico Cameron, um moderno equipamento de impressão, que produz até 100 livros de 200 páginas por minuto. O catálogo atual do grupo é de mais de 6 mil títulos, e reúne mais de 4000 autores nacionais e estrangeiros.
Entre os autores que publicam atualmente pela editora estão 22 ganhadores do Prêmio Nobel, como Gabriel García Márquez, Hermann Hesse, Albert Camus, Pablo Neruda, Ernest Hemingway, John Steinbeck, Camilo José Cela, William Faulkner, Rudyard Kipling, Naguib Mahfouz, Eugenio Montale e Günter Grass, entre outros, além de grandes nomes da prosa e do verso brasileiros. É responsável, também, pela publicação de autores como Meg Cabot, Sophie Kinsella, L. J. Smith (Lisa Jane Smith) e de vários outros autores que se destacam nas livrarias nacionais.

## Histórico
O Grupo Editorial Record teve seu início com a Editora Record (então chamada Distribuidora Record de Serviços de Imprensa), que iniciou suas atividades em 1942, quando Alfredo C. Machado e Décio de Abreu fundaram a empresa, então uma distribuidora de tiras de jornal e outros serviços de imprensa. Nos anos 1960, a Record passa a editar livros por conta própria, principalmente traduções de livros americanos.
A Record publicou diversas revistas de quadrinhos. Alguns dos exemplos são os da linha Bonelli Comics: Zagor, aventureiro criado pelos italianos Guido Nolitta e Gallieno Ferri e também as revistas dos personagens Dylan Dog, Martin Mystère, Mister No, Nick Raider e Judas. Reeditou parcialmente a série western "A história do Oeste" (Epopéia, na EBAL).
Em 1990, foi fundada a Editora Rosa dos Tempos, pela escritora Rose Marie Muraro e a atriz Ruth Escobar, dedicada a obras de gênero e interesse feminino. O projeto tornou-se realidade com o apoio da jornalista Laura Civita, da socióloga Neuma Aguiar e do fundador e editor da Record, Alfredo C. Machado.
Em 1991, foi fundada a Editora Nova Era, com títulos diversificados nas áreas de qualidade de vida, auto-ajuda, astrologia, esoterismo, espiritualidade, religião, terapia holística e pensamentos.
Em 1996, foi incorporada ao Grupo Record a Bertrand Brasil, criada originalmente para ser uma importadora e distribuidora de livros franceses e portugueses, e que fez sua primeira incursão na área editorial em 1953, publicando “Dom Camilo e seu pequeno mundo”, de Giovanni Guareschi, cujo sucesso a motivou a lançar outros ecritores. Como parte da Bertrand, obras de referência, ensaios na área das ciências humanas e biografias de grandes personalidades compõem o catálogo da Difel, que foi fundada em 1999 e também passou a fazer parte do Grupo Record. Em 1951, fora constituída a Difusão Européia do Livro, de capital suíço e português, cuja sigla Difel foi posteriormente utilizada pela Difusão Editorial S. A., e é hoje um selo da Editora Record.

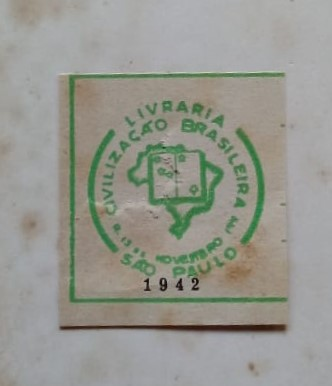
Emblemada da editora Civilização Brasileira em 1942.

Em 2000, a Editora Civilização Brasileira, fundada em 1932, foi incorporada à Record, mas manteve-se fiel a sua proposta original: aliar tradição e pensamento crítico, apresentando clássicos da economia e sociologia, como Karl Marx e Antonio Gramsci, e da literatura universal e brasileira, como James Joyce, Oscar Wilde, Paulo Mendes Campos e Lúcio Cardoso.
Em 2001, a Livraria José Olympio Editora, existente desde 1931, e que sempre foi um referencial na história editorial brasileira, passou a integrar o Grupo Record.
Em 2004, a Editora Best Seller, fundada em 1986 e ligada, tradicionalmente, à publicação de livros de carreira, finanças, desenvolvimento pessoal, negócios, liderança, marketing, estilo de vida, saúde, relacionamento, moda e educação, foi incorporada ao Grupo Editorial Record.
Em 2007 foram criadas a Galerinha Record, dirigida ao público infantil, e a Galera Record, para atender ao público de 12 a 20 e muitos anos.
A Harlequin Books é uma editora com sede no Canadá, dedicada ao entretenimento da mulher através da leitura. Está presente em mais de 109 países e publica mensalmente cerca de 800 títulos em 29 idiomas, reunindo mais de 1300 autoras. Através de uma joint-venture com o Grupo Editorial Record, a editora canadense iniciou no Brasil em 2005, apresentando romances em séries, como as linhas Paixão, Desejo, Jessica, Destinos, HR Históricos, Rainhas do Romance, Fuego e Modern Sexy. Além das séries, a Harlequin Books oferece edições para as livrarias, com obras de autoras consagradas na lista de mais vendidos do The New York Times, como Nora Roberts e Barbara Delinsky, além de lançamentos com o selo Red Dress Ink, dedicado à chick-lit, a literatura sobre o dia-a-dia das adolescentes e jovens contemporâneas. Atualmente, a Harlequin atua no Brasil como uma divisão da HarperCollins Brasil.
Também fazem parte do Grupo Record as Edições BestBolso, com mais de 70 títulos, disponíveis em formato de bolso e a preços acessíveis, com escritores que já fazem parte do catálogo do Grupo, tais como Carlos Drummond de Andrade, Rubem Braga, Fernando Sabino, Umberto Eco, Anne Frank, Isabel Allende, Albert Camus, John Steinbeck, entre outros, com distribuição em livrarias, supermercados, bancas de jornal e lojas de conveniência, iniciativa para a democratização da leitura.
O selo Best Business publica livros de alto padrão nas áreas de negócios e economia.
Em atividade desde 2000, a Verus Editora apresenta um catálogo que reúne autores de renome nacional e internacional, como Rubem Alves, Anselm Grün, Cesar Millan, Dalai-Lama, Osho, entre outros, investindo ainda em obras relacionadas a estilo de vida, com títulos de culinária, turismo, moda, guias de educação de cães, conhecimentos gerais e etc. A Verus apresenta uma linha de ficção adulta, incluindo fantasia, com livros de autores nacionais como Eduardo Spohr e estrangeiros.
A atual presidente é Sonia Machado Jardim, irmã de Sergio Machado (1948-2016). Machado ficou 25 anos a frente da editora, tendo assumido em 1991.